# Ciangsana
Ciangsana is een bestuurslaag in het regentschap Bogor van de provincie West-Java, Indonesië. Ciangsana telt 32.731 inwoners (volkstelling 2010).